# Megachile armaticeps
Megachile armaticeps är en biart som beskrevs av Cresson 1869. Megachile armaticeps ingår i släktet tapetserarbin, och familjen buksamlarbin. Inga underarter finns listade i Catalogue of Life.